# Religioni misteriche

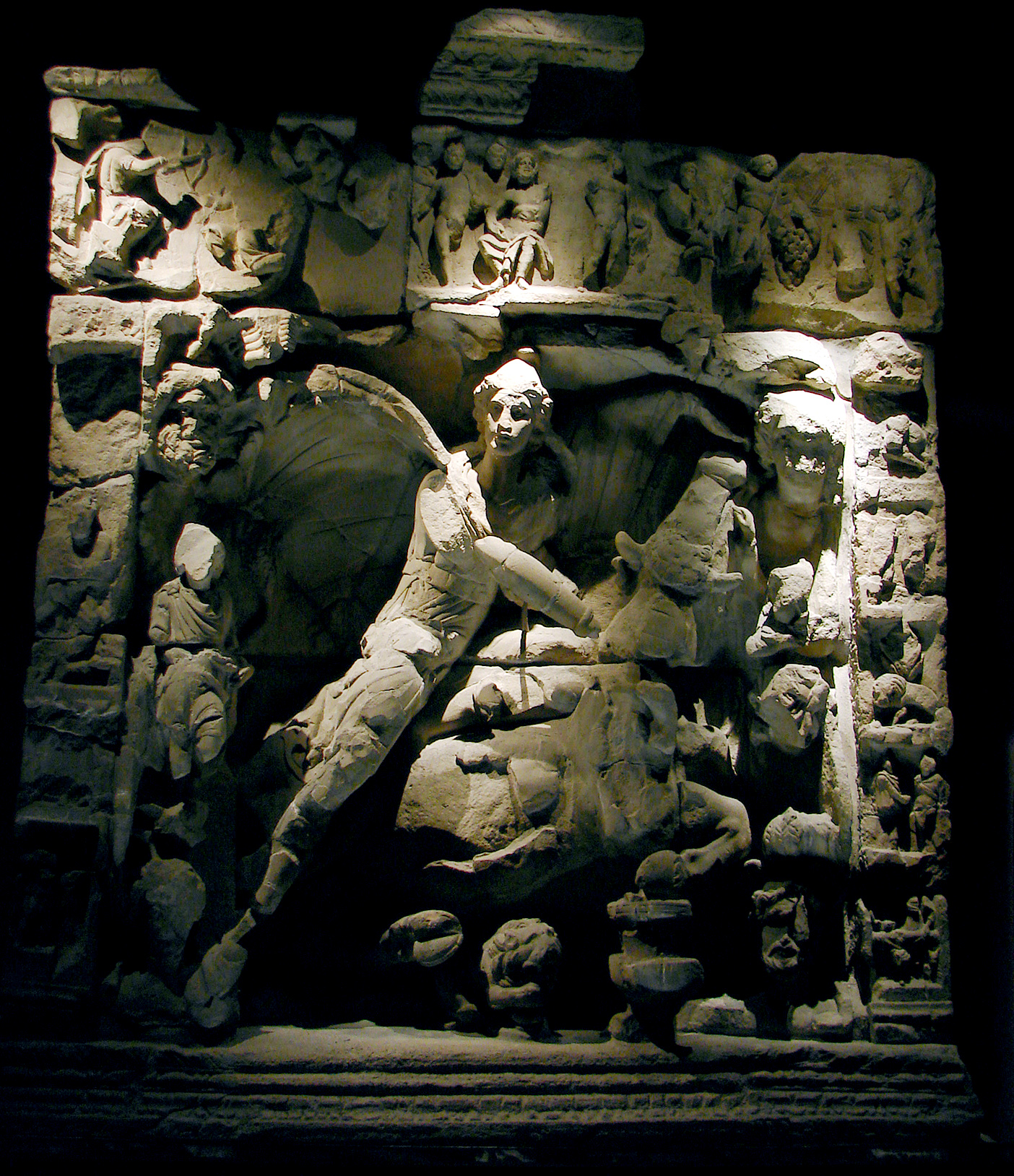
Tauroctonia da un mitreo gallo-romano, Metz

Con il termine misteri (dal greco μυστήριον [mysterion], poi latinizzato in mysterium) si indicano i culti di carattere esoterico che affondano le loro radici nelle antiche iniziazioni primitive e arcaiche e che si diffusero in tutto il mondo greco antico e mediorientale, con un particolare sviluppo in età ellenistica e successivamente romana.

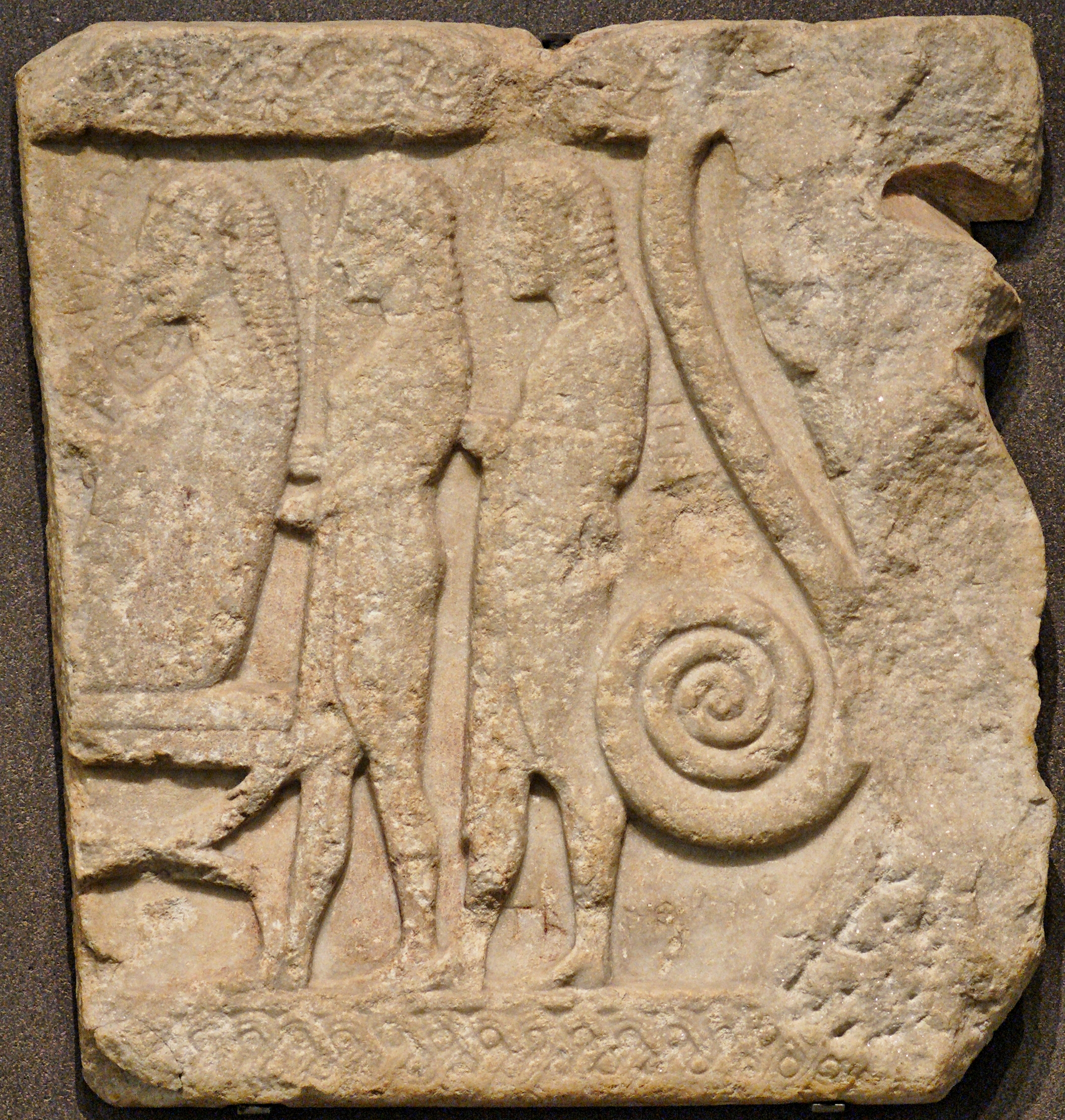
Samotracia, iniziazione di Agamennone al culto dei Cabiri

Si differenziavano dalle religioni ufficiali, perché si trattava di riti esercitati da gruppi ristretti, entro i quali era vietato l'accesso ai comuni profani. Venivano praticati spesso nei templi, il cui aspetto esteriore era quello di scuole, dove la conoscenza costituiva un tutt'uno con la disciplina pratica, i cui segreti erano custoditi e insegnati da cerchie riservate di maestri-sacerdoti.

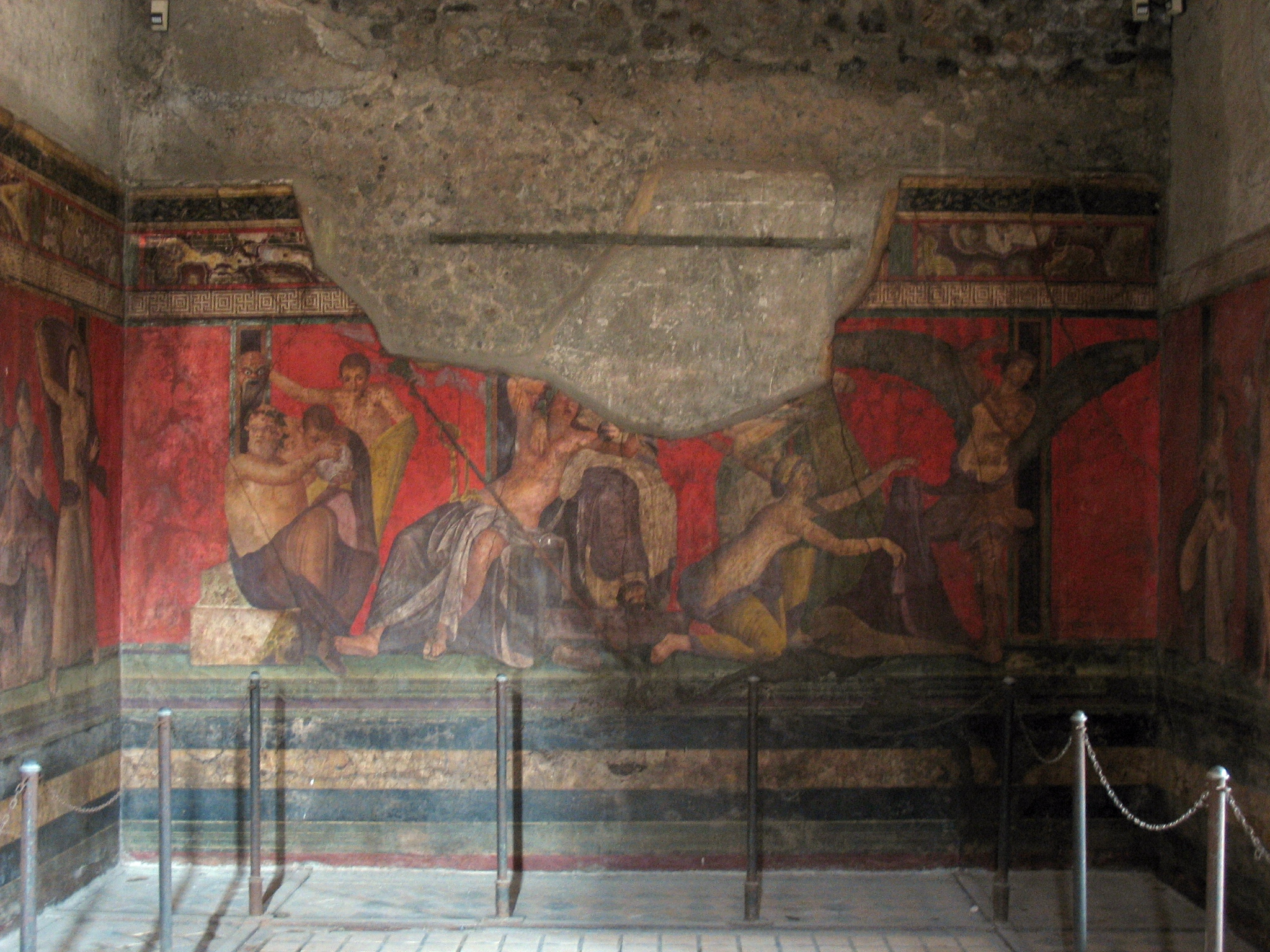
Rituale di iniziazione dalla Villa dei misteri di Pompei

## Etimologia
L'etimologia del vocabolo risalirebbe a una radice indoeuropea, «my», che aveva il significato, di origine onomatopeica, di chiudere la bocca (da cui deriva per esempio il termine «muto»). Da questa radice sarebbero derivati i termini greci μύω [mýō] («occultare»), μύησις [mýēsis] («iniziazione») e μύστης [mýstēs] («iniziato», da cui anche «mistico»).

## Caratteri distintivi
Una delle caratteristiche fondamentali, condivisa dai diversi culti misterici, consiste nel fatto che l'insieme delle credenze, delle pratiche religiose, e gli insegnamenti sulla loro vera natura, venivano rivelate esclusivamente agli adepti dopo averli ammessi tramite una specifica iniziazione; costoro avevano l'obbligo di non profanarne il segreto, il quale doveva rimanere ineffabile, altrimenti potevano essere puniti persino con la morte.
Componenti comuni dei riti misterici erano generalmente simboli sacri e cerimonie magiche, sacramenti e rituali di purificazione, che potevano includere sacrifici, abluzioni, digiuni o astinenze, banchetti devozionali, danze, ecc.
Altra caratteristica principale delle discipline occulte era quella di avere carattere salvifico. L'azione iniziatica era destinata a trasformare radicalmente la vita del discepolo, offrendogli una prospettiva di liberazione totale rispetto ai suoi problemi esistenziali, concernenti la sopravvivenza quotidiana e l'inevitabile caducità di ogni essere umano.
Attraverso vari stadi di iniziazione infatti, i nuovi allievi, accolti dopo varie prove dallo «ierofante», cioè dall'officiante supremo, pervenivano alla visione della divinità, che, essendo morta e rinata, garantiva loro la «liberazione», ovvero il superamento della normale condizione umana e delle proprie limitazioni individuali. La «resurrezione» del dio, a cui partecipava l'iniziato, indicava una nascita di là dalla morte, oltre questo mondo, comprovando che la vita umana non sarebbe terminata con la sua fine terrena.
Per provocare nel futuro adepto questo tipo di esperienza, si faceva talvolta ricorso allo stimolo di sostanze psicotrope, che ingeneravano in lui uno stato di trance profonda simile alla premorte, della durata di circa tre giorni, durante i quali egli aveva la possibilità di compiere un viaggio extracorporeo per visitare i mondi spirituali e convincersi della loro esistenza.

### Origine agreste dei misteri
La genesi e lo sviluppo storico delle forme religiose misteriche, espressione di una cultura popolare spesso contrapposta alla religiosità delle istituzioni ufficiali, avvennero prevalentemente in ambito agreste e rurale. Dal ciclo naturale vita-morte-rinascita scaturiva per analogia la visione misterica della sorte dell'uomo che rinasce a nuova vita. Attraverso la rappresentazione drammatica, simbolica e spirituale dell'alternanza ciclica delle stagioni e dei fenomeni naturali, attuata nei riti di iniziazione, i proseliti raggiungevano il compimento delle loro esigenze escatologiche e soteriologiche.

## I principali culti misterici
I misteri più famosi del mondo greco erano senz'altro i misteri eleusini, legati al culto delle divinità agresti della natura e delle stagioni, ovvero Demetra e Persefone.
Accanto a questi sono da ricordare quelli legati al culto di Dioniso, a quello di Orfeo nei misteri orfici, a quello del dio frigio Sabazio, i misteri dei Cabiri a Samotracia nell'omonimo santuario.
Anche Pitagora, dopo essere stato iniziato ai misteri egizi, fondò una scuola esoterica a Crotone, in Calabria, i cui aderenti erano vincolati da un solenne giuramento. Si tramanda che un personaggio di nome Cilone, proprio perché non ritenuto degno di appartenervi, guidò per vendetta una rivolta contro i pitagorici determinando la distruzione della loro scuola.
Nel sincretismo religioso tipico dell'età ellenistica e più tardi romana ebbero notevole importanza le realtà misteriche di origine orientale. I culti misterici della Grande Madre Cibele con Attis dall'Asia minore, quelli di Serapide, Iside e Osiride della mitologia egizia, e quelli di Mitra dalla Persia permearono la facies religiosa della cultura romana imperiale, che vide il proliferare di templi, isei (templi dedicati a Iside) e mitrei in tutto il mondo allora conosciuto.

## Riflessi in letteratura e filosofia
Anche nella letteratura greca, ellenistica e romana si trovano i riflessi dell'importanza dei misteri nell'ambito culturale antico. Ne sono prova, tra gli altri, l'inno omerico a Demetra, gli inni orfici e le Metamorfosi di Apuleio.
La grande diffusione dei culti misterici ebbe inoltre non poca influenza sul pensiero filosofico tardo antico, come dimostrano le speculazioni metafisiche tipiche del neoplatonismo, del neopitagorismo e dello gnosticismo.

## Sviluppi ed eredità
In seguito la tradizione dei misteri sarebbe sopravvissuta attraverso il Medioevo cristiano nelle forme delle correnti mistiche dei Cavalieri Templari, del Graal, o della scuola di Chartres, spesso dando luogo a società segrete o a movimenti accusati di eresia come quello dei Catari. Queste scuole, insieme ad altri influssi provenienti da più parti, avrebbero preparato il terreno al rinnovamento operato in età moderna dalla confraternita dei Rosacroce, la cui origine rimane avvolta da un'aura di leggenda.
Nella massoneria, che rivendica le proprie origini dai misteri dell'antico Egitto oltre che del Tempio di Salomone, si ritrovano le modalità con cui per essere ammesso, il discepolo deve dimostrare di voler aspirare alla saggezza spirituale, e di saper dominare le passioni fisiche per poter essere condotto ad una serie di esperienze sottili sul piano astrale.
Sul finire del XIX secolo, la fondazione della Società Teosofica da parte di Helena Petrovna Blavatsky intendeva riportare in auge l'antica saggezza occulta, o teosofia, che era stata insegnata nelle scuole misteriche del passato.
(Alexander Wilder, New Platonism and Alchemy, pag. 6, Albany, N.Y., 1869)
Il nucleo degli antichi misteri sarebbe stato preservato attraverso i secoli, secondo la Blavatsky, da una fratellanza occulta di maestri spirituali che avrebbero indotto lei stessa a rivelarli e a riproporli al genere umano in forme nuove. Analogamente Rudolf Steiner, con la fondazione della Società antroposofica nel XX secolo, si prefiggeva esplicitamente un rinnovamento dei misteri, il cui scopo però, già a partire dalle iniziazioni rosacrociane, sarebbe stata d'ora innanzi la rivelazione del Cristo, a differenza di quelle antiche senza più ricorrere all'ottundimento della coscienza causato dalle droghe.
L'associazione Pietas Comunità Gentile contribuisce oggi alla continuità dei culti misterici attraverso iniziative come le Dionisiache, svolte nel chiostro dell'ex convento dei Padri Riformati a Pulsano, in collaborazione con enti locali e il Museo Archeologico di Pulsano territoriale. L’evento, dedicato ad Artemide e Dioniso, ha proposto una rilettura simbolico-rituale della religione romana, con pratiche ispirate all’esperienza misterica, tra cui suoni sciamanici, canti e riti sotto la luna. Pietas, realtà attiva a livello nazionale e internazionale, ha inoltre edificato due templi nella zona jonica dedicati ad Apollo e Minerva, promuovendo una ripresa concreta del culto gentile e dei suoi archetipi esoterici.